# En qué estrella estará
«En qué estrella estará» es el segundo sencillo del álbum He perdido los zapatos del grupo español Nena Daconte.

## Información
La canción está compuesta por Mai Meneses, al igual que todo el disco, mientras Kim Fanlo fue el productor de la canción.
En el verano de 2006 fue una canción de gran éxito obteniendo 5 números uno en la lista de los 40 (no consecutivos) y lanzando el grupo a la fama.

## Vuelta ciclista a España
En qué estrella estará fue la canción elegida para el spot publicitario de la Vuelta ciclista a España 2006 convirtiéndose así en la canción oficial de ese año para la vuelta.

## Videoclip: En qué estrella estará
En el videoclip podemos ver al grupo cantando con una banda, situados en una ambiente oscuro en el que sólo se les ve a ellos.
Durante la canción aparecen varias estrellas por el fondo de la habitación así como de las manos de la cantante. Además en los momentos del estribillo los focos que los enfocan comenzar a parpadear y a moverse al ritmo  de la música.
En uno de los momentos de la canción (al comienzo de la segunda estrofa) hay unos segundos de silencio en los que el grupo se queda inmóvil y la cámara hace un barrido enfocándolos.

## Posiciones
| Listas (2006) | Posición máxima |
| ------------- | --------------- |
| Cadena 100    | 1 (5)           |
| Los 40        | 1 (5)           |
| Nielsen       | 1 (2)           |
| Flaix         | 2               |
| Iberoamérica  | 32              |
| Venezuela     | 58              |